# 成田蒼虬
成田 蒼虬（なりた そうきゅう、宝暦11年（1761年）- 天保13年3月13日（1842年4月23日））は、江戸時代後期の俳人である。名は利定。通称は彦助・久左衛門など数多く伝わる。別号に槐庵、南無庵、芭蕉堂二世。

## 経歴・人物
加賀金沢袋町南側小路に、金沢藩士成田勘左衛門の子として生まれる。1790年（寛政2年）頃に高桑闌更の門下に入り、上田馬来に師事する。槐庵二世を継ぐも、父の獄死と知行没収を経て上京。闌更を頼り、彼の死後は東山芭蕉堂を継いだ。ただし、芭蕉道南無庵の号については、闌更の妻得終尼との間に不和が生じたと伝わる。以降、たびたび金沢に帰郷している。1835年（天保6年）芭蕉堂南無庵を千崖に譲り、京都の八坂に対塔庵を結び、天保俳壇のリーダーとして活躍した。桜井梅室、田川鳳朗と共に「天保の三大家」と称された。
追善集として『夏かはづ』『をりそえ集』『夕ばえ』などがあり、発句集・俳諧集として『訂正蒼虬翁句集』『蒼虬翁俳諧集』などがある。